# خفاش نعل بینی مدیترانه ای
خفاش نعل بینی مدیترانه ای (نام علمی: Rhinolophus euryale) نام یک گونه از تیره خفاش نعل‌بینی است.